# Sladkasta mlečnica
Sladkasta mlečnica (znanstveno ime Lactarius subdulcis) je gliva iz rodu mlečnic (Lactarius).
Gobo je leta 1801 kot Agaricus subdulcis opisal mikolog Christian Hendrik Persoon. V sedanjo družino je sladkasto mlečnico leta 1821 uvrstil angleški mikolog Samuel Frederick Gray. Znanstveno ime je izpeljano iz latinskih besed sub "pod" ter dulcis "sladko". Ime je dobila po sladkastem okusu mlečka, ki izteka iz ranjenega mesta.

## Značilnosti
Goba ima sprva izbočen klobuk premera od 3–7 cm, ki se kasneje zravna in postane v starosti vbočen. Barva klobuka variira od rdeče-rjave do rjaste in temno cimetaste, v starosti pa goba posvetli. Klobuk je čvrst, po zgornji strani pa je gladek in na robu sprva spodvihan, kasneje pa se izravna in rahlo nacefra.
Bet je valjast, visok od 3–7 cm in ima premer od 0,6 do 1,3 cm, barva pa je enaka barvi klobuka.
Lističi so bele do rožnate barve, trdi, gosti in priraščeni na bet.
Meso gobe je svetlo. Na ranjenih mestih se izloča obilen, gost bel mleček, ki ne spreminja barve in ima rahlo oljnat vonj. Milega okusa je samo na začetku, kasneje postane grenak.

## Razširjenost in življenjski prostor
Sladkasta mlečnica je razširjena po Evropi, v Severni Ameriki pa se ne pojavlja, čeprav so v preteklosti pod to vrsto šteli neke druge podobne gobe.
Najdemo jo v listnatih gozdovih, največkrat pod bukvami, uspeva pa od poznega poletja do pozne jeseni in je dokaj pogosta vrsta. Raste lahko posamično ali v manjših skupinah.

## Mikroskopske značilnosti
Trosni odtis je belkaste barve. Trosi so široko elipsasti z ornamenti sestavljenimi iz bradavic in grebenov povezanih v mrežo in visokimi do 1,5μm. Trosi merijo 6,9–8,8 x 5,7–7,6 μm.

## Podobne vrste
- rdečerjava mlečnica (Lactarius rufus) raste pod iglavci in je zelo pekoča
- hrastova mlečnica (Lactarius quietus) raste pod hrasti in ima svetlo rumen grenak mleček

## Uporabnost
Užitna.

## Galerija slik
- ilustracija
- klobuk, lističi in bet